# Long Distance
"Long Distance" är en låt framförd av den amerikanska sångaren och skådespelaren Brandy Norwood. Den innehåller låttext skapad av Jeff Bhasker, Philip Lawrence och den amerikanska artisten Bruno Mars. Rodney "Darkchild" Jerkins bidrog även med låttext och ansvarade för produktionen. "Long Distance" inkluderades på innehållsförteckningen till Norwoods femte studioalbum Human (2008). Den pianodrivna balladen berättar om framförarens svårigheter i en långdistans relation. Låten gavs ut av Epic Records som den andra singeln från Human den 15 oktober 2008.
Trots att dansremixer av "Long Distance" hjälpte singeln att nå förstaplatsen på amerikanska danslistan Hot Dance Club Play blev låten aldrig någon större framgång för Norwood. Den missade att ta sig in på amerikanska Hot 100-listan och placerade sig på plats 38 på R&B-listan Hot R&B/Hip-Hop Songs. Vid utgivningen ådrog sig låten mestadels positiv kritik från professionella musikjournalister. Den jämfördes med musik utgiven av både Beyonce Knowles och Janet Jackson och beskrevs som ett av albumets säkraste ögonblick. Musikvideon till "Long Distance" regisserades av Chris Robinson som tidigare arbetat med Norwood på videon till hennes singel "Full Moon" (2002). Den nådde förstaplatsen på BET:s videotopplista redovisad i programmet 106 & Park.

## Bakgrund och utgivning
Efter både privata och professionella bakslag, däribland en bilolycka som tog en annan förares liv, påbörjade den amerikanska singer-songwritern Brandy Norwood arbetet på Human, sitt första studioalbum sedan Afrodisiac fyra år tidigare. Hon skrev på ett skivkontrakt med Epic Records och återförenades med vännen och samarbetspartnern Rodney "Darkchild" Jerkins som inte jobbat med Norwood på Afrodisiac. "Right Here (Departed)" gavs ut som projektets huvudsingel i augusti 2008 och betraktades som Norwoods comeback. Epic anordnade en sommarkampanj för att väcka intresse för Human som planerades för utgivning i december samma år. "Long Distance" gavs ut som albumets andra singel och möjliggjordes för digital nedladdning. En remix-cd med sex remixversioner av låten gavs ut den 24 februari 2009.

## Inspelning och komposition
"Long Distance" skrevs av produktionsteamet The Smeezingtons, bestående av sångaren Bruno Mars, textförfattaren Phillip Lawrence och producenten Jeff Bhasker. Musiken komponerades av Jerkins och var en vidareutveckling av Mars' demoversion. "Long Distance" var en av de första samarbetena mellan Lawrence och Mars. Låten upptäcktes av Norwoods A&R Brandon Creed som sedan spelade upp den för henne. Norwood blev "kär" i den och ville spela in sin version. "Long Distance" är en pianodriven ballad som pågår i tre minuter och fyrtiosex sekunder (3:46). I den befinner framföraren i en långdistansrelation och saknar sin partner. I refrängen sjunger Norwood: "With uou is where I'd rather be/But were stuck where we are/It's so hard, your so far/This long distance is killing me". När Norwood ombads berätta om låtens mening och handling sade hon: 
"Det kan vara din partner eller din dotter, många människor är ifrån sina nära och kära. Jag träffade en kvinna som berättade att hennes make är i Irak just nu. Jag sa: 'Jag har den perfekta låten för dig!' Att vara i ett långdistansförhållande kan vara svårt. Man har inte möjlighet att umgås och man behöver det för att få saker att fungera."

## Mottagande

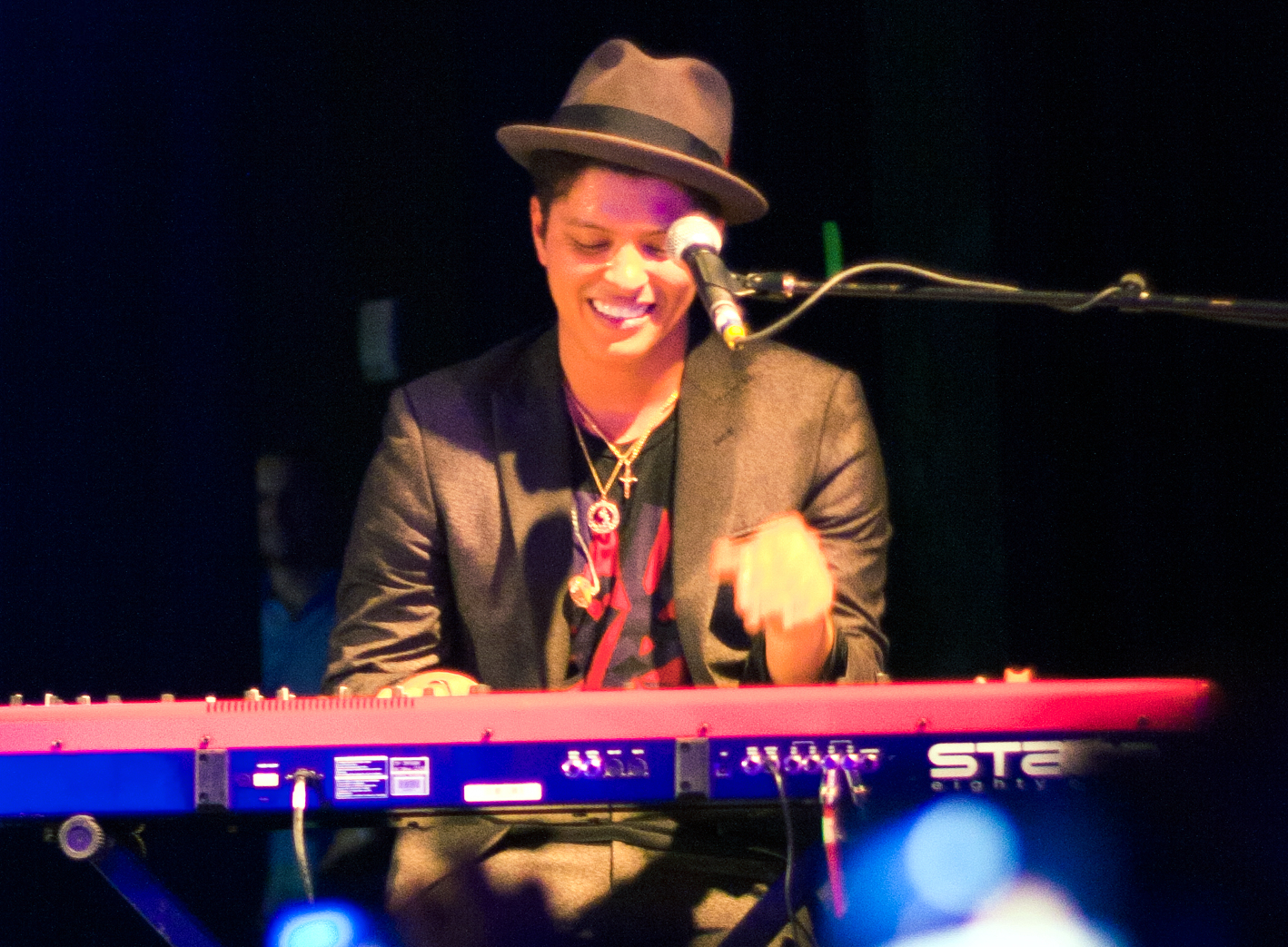
Demoversionen av "Long Distance" spelades in av Bruno Mars.

"Long Distance" mottog blandad kritik från recensenter. Hillary Crosley vid Billboard var positiv och skrev: "En gammal radioskröna säger att en bra ballad kan bära en artist under vintermånaderna - och ibland upp för topplistorna. Just därför följer Brandy upp comeback-singeln 'Right Here' med ännu en långsam ode om förlorad kärlek. Den här gången handlar texten om framförarens svårigheter i ett långdistansförhållande. Det pianodrivna spåret är proppad med flera harmoniska lager av sångarens röst. Det är uppfriskande att höra Brandys röst igen och lika uppfriskande att se sångaren återförenas med Rodney Jerkins." Talia Kraines, en skribent vid BBC Music, beskrev låten som "filmmusiken till ett hjärtkrossande ögonblick i en säsongsavslutning av Grey's Anatomy". Hon ansåg att balladen var "minst lika bra" som "If I Were A Boy" av Beyoncé och att den borde bli en "global hit".
Jon Pareles, en skribent för The New York Times, beskrev "Long Distance" som en "hymnliknande singel" som "omedelbart ekar Janet Jacksons "Again." Nick Bond från MTV Australia beskrev låten som albumets "säkraste ögonblick" och sammanfattade den som en "bombastic pianoballad värdig nog att sjungas av Whitney Houston." Sarah Rodman från The Boston Globe prisade den "varma, organiska" låtstrukturen som hon tyckte skildje ut sig från resten av innehållet på Human. Hon noterade att låten "bar ut det bästa ur Brandys behagligt raspiga sångstil." I motsats kritiserade Sal Cinquemani från Slant Magazine låtens försök att "återuppnå Brandys tidigare framgångar". Han fortsatte att skriva att den "låter som en powerballad-kliché som skulle ha framförts av Phil Collins eller Peter Cetera på 1980-talet som filmmusiken i en Hollywood-produktion."

## Musikvideo

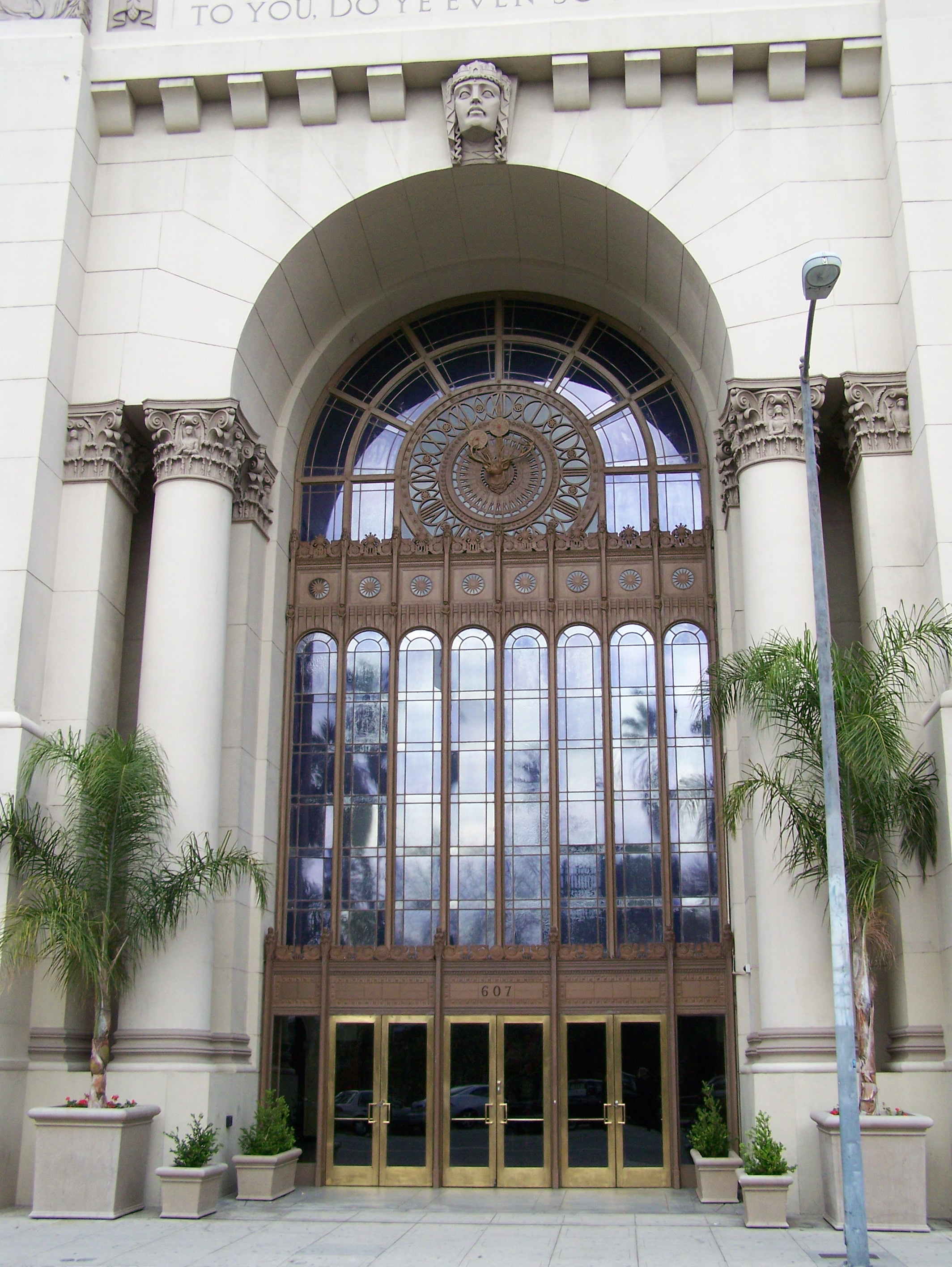
Entrén till Park Plaza Hotel i Los Angeles där musikvideon till "Long Distance" filmades.

### Bakgrund
En musikvideo till "Long Distance" var till en början planerad att filmas av den norska regissören Ray Kay 20 oktober 2008 men kom istället att skapas av Chris Robinson den 6 november 2008 i Los Angeles, Kalifornien. Amanda Fox vid Robot Films anställdes som chefsproducent på videon som blev Norwoods andra att regisseras av Robinson; deras första samarbete var musikvideon till singeln "Full Moon" (2002). I en "bakom-kulisserna intervju" med Rap-Up förklarade Robinson att videons huvudfokus var på Norwoods framförande av låten och mindre på en handling. Han inspirerades av låtens "filmiska" låttext och valde luxuösa Park Plaza Hotel som bakgrund till videon i vilken Norwood upplever känslorna av att "sakna personen hon är förälskad i". Både Bruno Mars och Philip Lawrence medverkar som pianister i sekvenser av videon.
Musikvideon hade premiär på bloggen PerezHilton.com den 1 december 2008 och beskrevs som "Whitney circa 1990-talet (under Babyface-eran)". Efter premiärvisningen i TV gick videon in på plats 9 på BET:s videotopplista redogjord i programmet 106 & Park den 22 december 2008. Den nådde förstaplatsen på listan den 14 januari 2009.

### Handling
Musikvideon börjar med att visa Norwood som sitter i en tom loge, uppenbart nedstämd. Hon betraktar sig själv i spegeln, tar på sig en ring och börjar sedan att sminka sig medan hon tänker på sin partner. Ytterligare scener, som visas växelvis med den förstnämnda scenen, visar Norwood tillsammans med sin pojkvän. Videon byter plats och tid och visar Norwood som framför låten i en lång vit aftonklänning i Park Plazas restaurang medan pojkvännen betraktar henne från en bar i samma lokal. Han går fram till scenen och smeker henne i ansiktet. I detta ögonblick zoomar kameran ut och scenen visar sig vara ett fotografi som Norwood betraktar. Fotografiet och flera andra föremål i Norwoods närhet självantänder samtidigt som hon alltmera känslofullt framför låttexten. Mot låtens sista delar befinner sig Norwood utomhus medan det regnar. Med hjälp av specialeffekter förvandlar regnet videon - som fram till detta ögonblick har visats i svart-vitt - till färg. Vid detta ögonblick visas tidigare scener baklänges och visar slutligen Norwood återigen som betraktar sig själv i sin tomma loge.

## Format och låtlistor
| 1. | "Long Distance" (Album Version) | 3:46 |

| 1.           | "Long Distance" (Jody den Broeder Club Remix)           | 7:43  |
| 2.           | "Long Distance" (Tom Neville Close Up Vocal Remix)      | 7:05  |
| 3.           | "Long Distance" (Jody den Broeder Radio Edit)           | 4:04  |
| 4.           | "Long Distance" (Tom Neville Close Up Vocal Radio Edit) | 4:14  |
| 5.           | "Long Distance" (Jody den Broeder House Dub Remix)      | 8:13  |
| 6.           | "Long Distance" (Tom Neville Close Up Dub Remix)        | 7:21  |
| Total längd: | Total längd:                                            | 38:00 |

## Medverkande
- Brandy Norwood - huvudsång
- Rodney "Darkchild" Jerkins - musikproducent, ljudmix
- Bruno Mars - låtskrivare, sångproducent
- Philip Lawrence - låtskrivare, sångproducent
- James Fauntleroy - låtskrivare, sångproducent
- Greg Ogan - inspelning
- Manny Marroquin - ljudmixare
- Chris Plata - assisterande ljudmixare
- Erik Madrid - assisterande ljudmixare
- Brian Gardner - ljudtekniker

## Topplistor
| Lista (2008)                            | Högsta listplacering |
| --------------------------------------- | -------------------- |
| USA Adult R&B Songs (Billboard)         | 13                   |
| USA Hot Dance Club Play (Billboard)     | 1                    |
| USA Hot R&B/Hip-Hop Airplay (Billboard) | 38                   |
| USA Hot R&B/Hip-Hop Songs (Billboard)   | 38                   |